# Johan Sanctorum
Johan Sanctorum (Oostende, 23 juni 1954) is een Vlaams opiniemaker en publicist.

## Levensloop
Johan Sanctorum studeerde filosofie en kunstgeschiedenis aan de Vrije Universiteit Brussel. Hij schreef zijn eindverhandeling bij Leopold Flam en was in de jaren '80 uitgever/hoofdredacteur van het filosofisch tijdschrift 'O'. 
Eind jaren 2000 werd Sanctorum actiever als publicist binnen de Vlaamse Beweging. Zo verscheen in 2008 de essaybundel De islam in Europa: dialoog of clash?, waarin zeven progressieve opiniemakers (Geert van Istendael, Benno Barnard, Mimount Bousakla, Ludo Abicht, Rik Pinxten, Jan De Pauw en Sanctorum) een bijdrage leveren over de botsing van waarden tussen de islam en de westerse moderniteit.
In die periode was hij ook actief als zelfstandig copywriter bij de extreemrechtse partij Vlaams Belang. Hij schreef als ghostwriter mee aan verschillende publicaties en toespraken van toenmalig voorzitter Bruno Valkeniers en later ook Gerolf Annemans, voor wie hij het boek 1914-2014: Van loopgraven naar republiek schreef. Sanctorum staat bekend als Vlaams-republikein en schreef in 2008 mee aan het manifest van de Gravensteengroep. Als lid van de denkgroep/debatclub Res Publica ijvert hij voor de splitsing van België.
In januari 2009 verscheen onder zijn redactie de essaybundel De Vlaamse Republiek: van utopie tot project. Daarin analyseerden hij en acht andere kritische Vlaamsgezinde intellectuelen (onder wie Matthias Storme, Ludo Abicht, Jef Turf, Peter De Roover, Koenraad Elst en Eric Defoort) de Belgische constructie en het Vlaams onafhankelijkheidsstreven, al dan niet gelieerd met het Europese republikeinse gedachtegoed. In oktober 2009 publiceerde hij met onder meer communicatiewetenschapper Frank Thevissen en Karel Anthierens Media en Journalistiek in Vlaanderen, een kritische essaybundel over de middelmatigheid, commercialisering (sensatiezucht) en politieke correctheid van de Vlaamse media, ook wel de vierde macht genoemd.
In 2014 brak hij met het Vlaams Belang omdat hij naar eigen zeggen het republikeinse verhaal herhaaldelijk gecounterd zag door het harde antivreemdelingendiscours van Filip Dewinter.
Sindsdien is hij actief als onafhankelijk publicist en blogger. Vanaf 2018 publiceert hij ook elk jaar een boek bij uitgeverij Doorbraak. Achtereenvolgens De Langste Mars (2018, over mei '68 en de gevolgen), Na het journaal volgt het nieuws (2019, over de Vlaamse media), Politiek incorrect (2020, over de vrije meningsuiting), Terug naar Malpertus (2021, over humor en satire), en Kakistocratie (2022, 'pleidooi voor méér antipolitiek').

## Polemiek
De teksten van Sanctorum zijn controversieel en polemisch van toon, dikwijls met sarcastische humor. Zowel de linkse als de rechtse mainstream moeten het regelmatig ontgelden. Hij is onder meer columnist bij het webmagazine Doorbraak. In september 2019 trok dat webmagazine een bijdrage van hem over Romelu Lukaku, getiteld ‘Mensaap neemt strafschop (en scoort)’ terug na protest. Hoofdredacteur Pieter Bauwens erkende dat de grenzen van het fatsoen waren overschreden en verontschuldigde zich. Sanctorum weigerde zich te verontschuldigen, en verweet zijn critici dat ze het artikel niet of slecht gelezen hadden. Het artikel prijst het talent van Lukaku maar stelt de buitensporige salarissen van stervoetballers aan de kaak. De auteur besluit dat we 'allemaal uit Afrika afkomstig zijn'. 
In 2022 publiceerde hij een tweet waarin hij zich negatief uitliet over de net overleden zanger Arno en over de "hysterie" rond zijn dood.
Sanctorum is vaste columnist bij de website doorbraak.be, waar hij vooral schrijft over cultuur, politiek en media.

## Privéleven
Johan Sanctorum is de vader van de voormalige Groen-politicus Hermes Sanctorum (°1981). Hij heeft uit een tweede huwelijk ook een jongere zoon.